# Jardel Pereira de Souza
Jardel Pereira de Souza, noto semplicemente come Jardel (Araguaína, 27 gennaio 1983), è un ex calciatore brasiliano, di ruolo centrocampista.

## Palmarès

### Club

#### Competizioni statali
- Campionato Mineiro: 2

Cruzeiro: 2003, 2004

#### Competizioni nazionali
- Coppa del Brasile: 1

Cruzeiro: 2003
- Campionato brasiliano: 1

Cruzeiro: 2003

### Nazionale
- Campionato mondiale Under-20: 1

Emirati Arabi Uniti 2003